# Anna Jöransdotter
Anna Jöransdotter, på finska kallad Anna Yrjöntytär, född 1695 i Ingå, död efter år 1715, var en svensk-finländsk soldat som tjänstgjorde i Karl XII:s armé under det stora nordiska kriget 1712–1714, och som gifte sig med en kvinna. Som soldat är hon känd under namnet Johan Haritu eller Johan Yrjönpoika Harittu.
Hennes fall är det mest utförligt behandlade av alla fall av kvinnor som ställdes inför rätta i Sverige efter att ha tjänstgjort som soldater utklädda till män under tiden 1600–1800, och gav upphov till ett lagförslag.

## Bakgrund och soldattjänstgöring
Anna Jöransdotter arbetade vid 18 års ålder som piga i Finland. Hon uppgav att hon hade fått order av sin husbonde att tillsammans med dennes son stjäla från en bondgård som övergivits på grund av pesten. De hade överraskats av en livländsk präst som flytt från den ryska armén, och husbonden hade då tvingat henne att fly från byn utklädd till man. I by Haritu i Åbo län hade hon uppehållits av länsman i enlighet med lagen om att kringströvande män kunde tas ut till armén, och övertalats att 1712 enrollera sig som soldat i svenska armén under namnet Johan Haritu (på finska kallad Johan Yrjönpoika Harittu).
Hon tjänstgjorde som soldat i ett och ett halvt år. Som Johan Haritu gifte hon sig med en fänriksdotter vid namn Maja Kijhl. Äktenskapet hade skett på begäran av en krögerska som Anna stått i skuld till. Maja Kijhl var gravid vid bröllopet och födde en son som Anna vägrade erkänna sig som far till eftersom förlossningen hade inträffat alltför kort tid efter bröllopet. Kijhl upptäckte Annas kön några dagar efter vigseln och uppmanade henne att inte återvända efter det fälttåg hon snart skulle på.

## Upptäckt
Efter en kväll på krogen med en soldatkollega, Mats Kröger, hade hon blivit berusad och blivit hjälpt i säng av Kröger, som också börjat hjälpa henne av med kläderna och då hade tyckt sig känna att hon hade bröst. Hon hade då blivit undersökt av sin överordnade, korpral Grass, som kunde känna hennes bröst. Hon hade då genast erkänt sitt kön, men Grass hade ändå velat känna på hennes underliv för att försäkra sig om att hon inte var en hermafrodit. Hon förhördes i början av den lokala regementsrätten, som framför allt undersökte huruvida hon hade haft samlag med någon av soldaterna under sin tid i regementet.

## Rättegång
Anna Jöransdotter ställdes inför rätta år 1714. Hennes fall fick den mest utförliga rättsliga behandlingen av alla mål i Sverige mot kvinnor som hade tjänstgjort som soldater utklädda till män. Justitierevisionen skickade med anledning av fallet ut en anmodan till alla Sveriges konsistorier och hovrätter att komma med ett utlåtande.
Uppsala domkapitel skrev i ett yttrande att hon kan ha låtit värva sig av patriotiska motiv, och Göta Hovrätt hänvisade till de forntida götiska kvinnornas mod i strid och legenden om kvinnorna i Värend, och rekommenderade därför att om Anna Jönsdotter hade förklätt sig till man och värvat sig av "rätt sinnad trohet till att tjäna konung och fäderneslandet" snarare än "arg och illistig nyfikenhet", så borde hon visas nåd. Andra kvinnor som ställdes inför rätta efter att ha varit verksamma som soldater utklädda till män brukade även själva framhålla sin patriotism. Göta hovrätt kom också med en uppmaning om att Anna Jöransdotter skulle genomgå en kroppsundersökning för att fastställa att hon inte var hermafrodit, något som var vanligt vid dessa fall.
Stockholms konsistorium yttrade att den som "övergiver sitt kön" och "bedrägligen bekänner sig till ett annat" genom att klä sig i andra könets kläder och utföra de sysslor som ansågs höra till det andra könets uppgifter, förbröt sig mot naturen och Guds skapelseordning : "Ty som den allvise skaparen har till sitt vissa och särskilda ändamål skapat och inrättat vart kön för sig...så vill han och att vart och en...skall...hålla sig till de sysslor och förrättningar som dess kön tillhöra, och var till man av skaparen är förordnad är".
Linköpings konsistorium yttrade genom prosten Langelius att Anna förmodligen hade haft "ett hemligt och ganska syndigt uppsåt till lösaktighet och otukt allt framgent att öva för Maja Kijhl om hon där till varit benägen". Även andra utlåtanden framhöll att hon borde bli strängt bestraffad om hon hade haft ett homosexuellt förhållande. 
Rätten ville även undersöka huruvida hon hade haft ett sexuellt förhållande med den kvinna hon hade gift sig med och undrade hur paret hade gjort då de delade säng. Anna svarade då att hon hade vänt ryggen till. Maja Kijhl framförde heller inga vittnesmål om att de skulle ha haft ett sexuellt förhållande.
Med hänvisning till fallet om Anna Jöransdotter framlades ett förslag om att stifta en ny lag med ett uttryckligt förbud mot kvinnlig homosexualitet. Lagförslaget föll dock på den då rådande uppfattningen i Sverige om att homosexualitet borde tigas ihjäl av domstolarna.
Anna Jöransdotter frikändes från anklagelsen om homosexualitet och dömdes till fängelse och straffarbete. Den 22 juli 1715 fattade riksrådets rättsprövning ett beslut, enligt vilket "Anna Yrjöntytär nu skulle friges från sitt fängelsestraff, dock så att hon först noggrant varnas för att undvika sådana och andra liknande brott i framtiden, om hon vill undvika hårdare straff för sådan odisciplin och onda gärningar".

## Sammanhang och närbesläktade fall
Från slutet av 1500-talet fram till början 1800-talet är flera fall kända i Sverige av kvinnor som tjänstgjort som soldater utklädda till män, med en topp i början av 1700-talet. Detta var under denna tid ett allvarligt brott belagt med dödsstraff. Samtida fall med Anna Jöransdotter var Ulrika Eleonora Stålhammar och Margareta Elisabeth Roos, som båda ska ha tjänstgjort i Karl XII:s armé samtidigt som Anna Jöransdotter (i Roos fall mer obekräftat), samt en icke namngiven kvinna som ska ha blivit piskad för sin tjänstgöring under fälttåget i Norge, och sedan levde långt in på 1740-talet då hon kunde ses i manskläder på Stockholms gator, där hon i folkmun var känd som "Ryttaren".
Det fanns en samtida medvetenhet om att det kunde finnas förklädda kvinnor i armén: under ett åtal för manlig homosexualitet uppgav till exempel dragonen Jürgen Wiess år 1715 att han hade besvarat korpral Roos närmanden enbart för att han trodde att denne var en förklädd kvinna, eftersom han hade hört att det skulle finnas två förklädda kvinnor bland soldaterna, varav en som var gift med en dragon vid regementet och hade tjänstgjort i fyra års tid.